# Vignetta autostradale

Cartello che indica l'obbligo di vignetta autostradale in Bulgaria

Con vignetta autostradale (o, più propriamente in italiano, bollino autostradale o contrassegno autostradale) si indica, in alcuni paesi europei, il contrassegno adesivo di avvenuto pagamento del pedaggio nelle autostrade e nelle superstrade. Il pedaggio pagato con la vignetta, al contrario di quello riscosso tramite barriere e caselli, viene calcolato non in base ai km effettivamente percorsi ma in base al periodo di tempo (settimana, mese, anno, ...) nel quale l'utente può percorrere le strade soggette al pagamento del pedaggio senza limitazioni di km percorribili.
Il termine "vignetta" è di origine francese.
La vignetta autostradale consiste in un piccolo adesivo colorato che viene applicato ai veicoli a motore che utilizzano le autostrade e le superstrade in alcuni paesi europei. In questo modo si dimostra che il corrispondente pedaggio è stato pagato. La vignetta è generalmente valida per un anno, può essere esatta come tassa anche se il veicolo non viene usato sulle autostrade, ed è generalmente fabbricata in modo tale che sia impossibile staccarla e riattaccarla senza romperla, assicurando così che non possa essere usata in più di un veicolo. In alcune nazioni la vignetta inizia ad essere virtuale: semplicemente si registra la targa e il numero di telaio e niente deve essere esposto (così come avvenuto in Italia per bollo automobilistico e assicurazione). Bulgaria, Ungheria e Romania usano questa modalità.
La Eurovignette è un pedaggio per camion usata nei seguenti paesi europei: Belgio, Danimarca (a partire dal 9 febbraio 1994), Lussemburgo, Paesi Bassi e Svezia (a partire dal 1997).

## Vignette per paese

### Austria

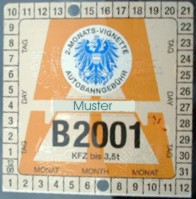
Una vignetta autostradale austriaca del 2001, valida 2 mesi

La vignetta è obbligatoria per tutte le autostrade e superstrade a gestione federale che possono essere riconosciute dai prefissi A o S prima del numero. Le tariffe per le automobili nel 2025 (per veicoli fino a 3,5t) sono di 9,30 € per 1 giorno, di 12,40 € per 10 giorni, di 31,10 € per 2 mesi, e di 103,80 € per un anno (valido 14 mesi, dal 1º dicembre dell'anno precedente al 31 gennaio dell'anno successivo). I motocicli pagano 3,70 €, 4,90 €, 12,40 € e 41,50 € rispettivamente; tricicli e quadricicli necessitano di una vignetta per autovetture.
Un nuovo tipo di vignetta, chiamata Korridorvignette in tedesco, fu introdotta nel settembre 2008 per permettere di utilizzare i 23 km della A14 dal confine tedesco a Hohenems senza l'obbligo di pagare l'intera vignetta. Il costo per un viaggio era di 2,00 €. La Korridorvignette non è più disponibile dal luglio 2013 e occorre pertanto acquistare il contrassegno normale valido sull'intera rete austriaca.
Su strade e autostrade, la vignetta è controllata dalla polizia e dai dipendenti della società di gestione delle autostrade ASFINAG. La multa è di 110 € per gli autoveicoli senza vignetta, e di 120 € in caso di alterazione della vignetta (per esempio inserendo una pellicola tra il parabrezza e la vignetta). La multa permette di utilizzare le autostrade A ed S il giorno del pagamento ed il seguente. In caso di mancato pagamento, il guidatore può essere denunciato e condannato ad una multa compresa tra € 300 ed € 3000. Oltretutto, proprietà personali (tra cui il veicolo) possono essere confiscate come garanzia del pagamento della multa.
Oltre alla vignetta obbligatoria su tutte le autostrade austriache, vi sono alcune tratte dove è richiesto il pagamento di un ulteriore pedaggio per ogni singolo passaggio (tipicamente le tratte che attraversano le Alpi). Su queste tratte vi sono caselli addizionali.
Per eccezione, nel tratto della A13 dal Brennero (confine con l'Italia) fino all'uscita di Innsbruck Sud non è obbligatorio l'acquisto del bollino; vi è tuttavia un pedaggio specifico (con barriera) per l'attraversamento del Ponte Europa.
In questi casi ci sono degli appositi caselli per effettuare il pagamento (come in Italia): Autostrada da Innsbruck al Brennero (A13): 8,00 € Autostrada da Salzburg a Villach (A10): 9,50 € Strada statale da Matrei a Lienz (B108): 10,00 € Galleria "Euro Tunnel" da Klösterle a St. Jakob: 8,50 €.
I mezzi pesanti sono soggetti al pedaggio elettronico, dipendente dalla distanza percorsa e attraverso un apparato di bordo On Board Unit, che utilizza tecnologie di bordo e rilevatori esterni.
Da febbraio 2018 la vignetta tradizionale è stata affiancata dalla vignetta elettronica. Sia nel 2018 che nel 2019 i due sistemi sono paralleli e non è previsto alcun obbligo di passare alla vignetta digitale, anche se in caso di richiesta di duplicato della vignetta annuale ci sono delle facilitazioni per passare a quella digitale. Tuttavia, la vignetta digitale ha riscosso molti meno consensi di quelli sperati, soprattutto a causa della legislazione austriaca che prevede la possibilità di annullare un acquisto elettronico per 21 giorni dall’acquisto. Questo de facto rende impossibile acquistare una vignetta da dieci giorni o da due mesi la cui validità cominci prima di ventuno giorni, rendendo poco interessante il sistema per i turisti.

### Bulgaria
La vignetta (винетка vinetka) è obbligatoria su tutti i tipi di strada, ad eccezione delle strade all'interno di città e paesi, e delle circonvallazioni delle città. In generale dovrebbe essere presente un cartello stradale che indica che la vignetta è obbligatoria. Sono disponibili tre tipi di vignette:
- K1 - Veicoli stradali di prima categoria: tutti i veicoli per il trasporto di merci con più di due assi, gli autotreni, mezzi speciali per la costruzione, autogrù, rimorchi speciali per il trasporto di carichi speciali o eccezionali, ed altri veicoli a motore speciali.
- K2 - Veicoli stradali di seconda categoria: tutti i veicoli adibiti al trasporto di passeggeri con più di 8 posti oltre al conducente e tutti i veicoli merci a due assi, oltre a mezzi per la costruzione, autogrù, rimorchi speciali per il trasporto di carichi speciali o eccezionali, ed altri veicoli a motore speciali, tutti a due assi.
- K3 - Veicoli stradali di terza categoria: tutti i veicoli per il trasporto di passeggeri con un massimo di 8 posti a sedere.

Sono disponibili vignette settimanali, mensili e annuali. Nel 2007 sono state introdotte vignette giornaliere K1 e K2, ma non K3.
Le vignette settimanali e mensili sono valide dal giorno di acquisto (è possibile anche farsi annotare sulla vignetta una data di inizio successiva). La vignetta annuale è valida dal 1º gennaio al 31 dicembre dello stesso anno, indipendentemente dalla data di acquisto.
I prezzi della categoria più comune, la K3, non sono cambiati dal 2007. I prezzi del 2010 sono i seguenti:
| Durata      | K1          | K2          | K3     |
| ----------- | ----------- | ----------- | ------ |
| giornaliero | 13 BGN      | 13 BGN      | n.d.   |
| settimanale | 58-75 BGN   | 33-43 BGN   | 10 BGN |
| mensile     | 165-215 BGN | 90-117 BGN  | 25 BGN |
| annuale     | 1300 BGN    | 524-681 BGN | 67 BGN |

### Repubblica Ceca
Per i veicoli fino a 3,5 tonnellate, la vignetta è obbligatoria sulle autostrade. Sono disponibili contrassegni validi 10 giorni, 1 mese e 1 anno. Per i mezzi pesanti, il contrassegno è stato abolito nel 2007 a favore del pedaggio elettronico, dipendente dalla distanza percorsa e attraverso un apparato di bordo On Board Unit.
I contrassegni vengono venduti nelle stazioni di servizio, alle frontiere, negli uffici cambio, negli uffici postali, etc.
I prezzi per il 2025 sono i seguenti:
| Veicoli fino a 3,5 t: |          |
| --------------------- | -------- |
| 1 giorno              | 200 CZK  |
| 10 giorni             | 270 CZK  |
| 1 mese                | 430 CZK  |
| 1 anno                | 2300 CZK |

I motoveicoli non pagano pedaggio autostradale, anche se dotati di sidecar.
Le multe per la mancata esposizione di una vignetta valida sul parabrezza dell'auto vanno da 2000 a 5000 CZK, da pagarsi direttamente alla polizia in valuta locale o in euro.

### Francia
La tassa sulle automobili francese basata sul contrassegno fu introdotta nel 1956 per finanziare un sistema di reddito minimo garantito per le persone con più di 65 anni. Tutti i proprietari di automobili erano obbligati a comprarne uno alla fine di ogni anno. Erano venduti nelle tabaccherie. Il prezzo dipendeva dalla potenza del motore, e dal dipartimento in cui l'auto era registrata.
Il contrassegno (chiamato vignette in francese) fu presto causa di controversie dato che non fu usato per molto tempo per finanziare gli anziani. Fu abolito per i privati nel 2001, mentre è tuttora obbligatorio per le aziende.
La vignetta francese non è quindi una vignetta autostradale ma una tassa che attualmente devono pagare le aziende (prima del 2001 anche i privati) per il fatto di possedere delle auto.
Il pagamento del pedaggio autostradale avviene come in Italia tramite barriere e caselli.

### Germania
Il contrassegno di pedaggio fu abolito nell'agosto del 2003, sostituito da un sistema di pagamento elettronico basato sulla distanza percorsa per i mezzi pesanti più di 12 tonnellate chiamato Toll Collect e introdotto il 1º gennaio 2005. Per gli autoveicoli, invece, l’autostrada è completamente gratuita. Dal gennaio 2019 è stato reintrodotto il bollino autostradale con costo annuale da 67 a 130 euro in base agli standard europei sulle emissioni inquinanti per i residenti, ma con una diminuzione della tassa di circolazione. Per i turisti sono previsti bollini da durata variabile prezzati secondo lo stesso metodo.

### Lituania
Gli autobus, i mezzi pesanti, loro combinazioni e mezzi speciali devono essere muniti della vignetta per poter circolare sulle autostrade.

### Moldavia
Le vignette sono obbligatorie per la guida su strade pubbliche dei veicoli a motore immatricolati all'estero. Sono acquistabili presso gli uffici doganali di confine. I conducenti stranieri privi di vignetta valida sono soggetti a sanzione pecuniaria da € 125 a € 375. I veicoli pesanti pagano una tassa unica di entrata, maggiorata in base alla distanza da percorrere. Sono soggetti all'obbligo della vignetta anche gli autoveicoli immatricolati con targa della Transnistria.

### Montenegro
Le vignette "ecologiche" sono state abolite il 31 dicembre 2011. La guida su strade pubbliche è generalmente gratuita, con l'eccezione del passaggio su alcuni tunnel e ponti.

### Romania
Il contrassegno (roviniete) è obbligatorio su tutte le strade nazionali. Può essere acquistato nella maggior parte delle stazioni di servizio o su internet pagando con carta di credito.
I prezzi validi ad aprile 2010 sono i seguenti (i contrassegni da 1 giorno, 7 giorni e 90 giorni sono disponibili a partire dal 1º agosto 2010).

#### Veicoli per il trasporto di passeggeri
| Validità  | < 9 persone | 9-23 persone | > 23 persone |
| --------- | ----------- | ------------ | ------------ |
| 1 giorno  | n.d.        | €4           | €8           |
| 7 giorni  | €3          | €20          | €35          |
| 30 giorni | €7          | €52          | €91          |
| 90 giorni | €13         | €120         | €210         |
| 12 mesi   | €28         | €320         | €560         |

#### Veicoli per il trasporto di merci
| Validità  | 0 - 3.5 t | 3.51 - 7.5 t | 7.51 - 12 t | > 12 t, 3 assi | > 12 t, > 3 assi |
| --------- | --------- | ------------ | ----------- | -------------- | ---------------- |
| 1 giorno  | n.d.      | €4           | €7          | €9             | €11              |
| 7 giorni  | €6        | €20          | €35         | €45            | €55              |
| 30 giorni | €16       | €52          | €91         | €117           | €143             |
| 90 giorni | €36       | €120         | €210        | €270           | €374             |
| 12 mesi   | €96       | €320         | €560        | €720           | €1210            |

### Slovacchia

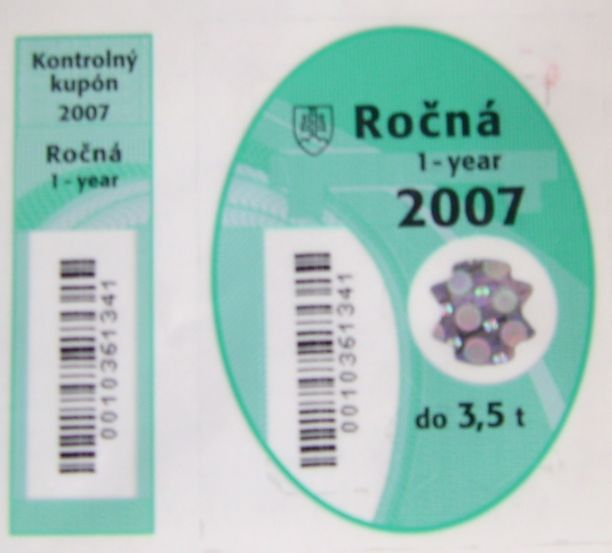
Contrassegno di pedaggio slovacco del 2007, non aperto, con il "kontrolný kupón" che va mantenuto con la registrazione del veicolo.

Il contrassegno di pedaggio è obbligatorio sulle autostrade slovacche. La vignetta è completamente elettronica ed è possibile acquistarla on-line immettendo la targa del veicolo interessato. Le categorie dipendono dal peso del veicolo. Sono disponibili vignette con validità annuale, mensile e 10 giorni. I prezzi aggiornati al 2024 sono:
| Veicoli fino a 3,5 tonnellate: |         |
| ------------------------------ | ------- |
| Contrassegno annuale           | € 60,00 |
| Contrassegno mensile           | € 17,00 |
| Contrassegno 10 giorni         | € 12,00 |

Nel 2010, la vignetta è stata abolita per i mezzi pesanti e sostituita da un sistema di pedaggio elettronico basato sulla distanza percorsa.
Per i motocicli non è previsto il pagamento di alcun pedaggio.

### Slovenia
Il contrassegno è obbligatorio per utilizzare le autostrade e superstrade slovene da parte dei veicoli fino a 3,5 tonnellate dal 1º luglio 2008. Il contrassegno costava € 35 ed era valido per sei mesi a partire dal giorno di acquisto, ed era possibile comprare un contrassegno annuale valido dal 1º dicembre dell'anno precedente al 31 gennaio dell'anno seguente, al prezzo di € 55. Le motociclette pagavano € 17,50 o € 27,50, rispettivamente. A causa della pressione dell'Europa sul governo sloveno per l'introduzione di contrassegni di validità temporale più limitata, il contrassegno annuale costa nel 2010 € 95, quello mensile €30, e quello settimanale €15. Il contrassegno semestrale non viene più emesso. I prezzi per le motociclette corrispondono a metà di quelli per le automobili.
I mezzi pesanti oltre 3,5 tonnellate utilizzano invece le barriere esistenti.
L'utilizzo di autostrade e superstrade senza un contrassegno esposto correttamente è considerato una violazione della legge ed è multato con un minimo di € 300.

### Svizzera

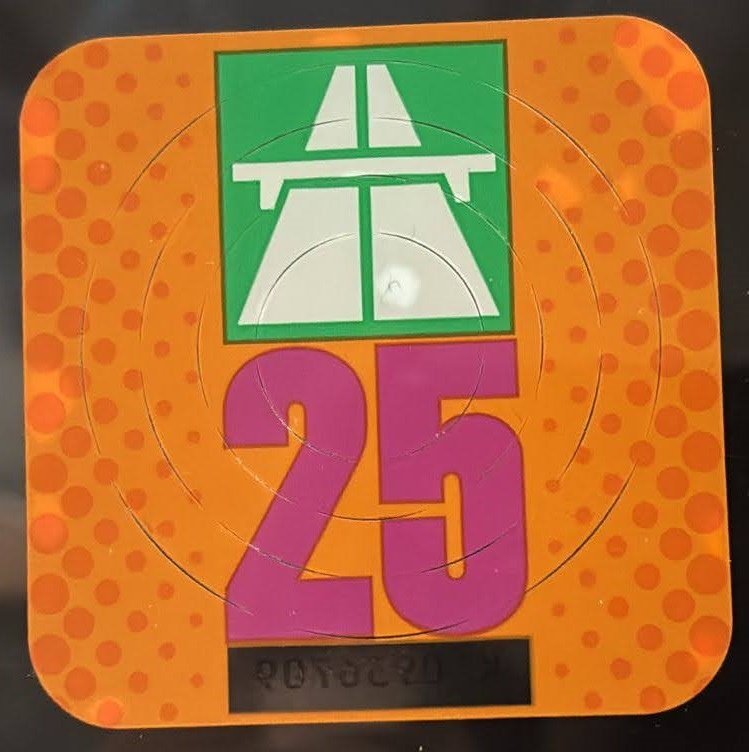
Vignetta autostrada svizzera anno 2025 (fronte)

Tutte le automobili che utilizzano le autostrade svizzere (ma solo quelle classificate come strade nazionali) sono tenute a mostrare un contrassegno annuale. In pratica, si paga forfettariamente un canone valido per un anno solare, indipendentemente dall'utilizzo della rete autostradale svizzera (non esiste il singolo pedaggio). Il costo è di 40 CHF per autovetture e motocicli con una massa totale non superiore a 3,5 tonnellate. Un contrassegno addizionale è necessario per il rimorchio o la roulotte. Il contrassegno è valido 14 mesi, dal 1º dicembre dell'anno precedente a quello indicato sul contrassegno, fino al 31 gennaio dell'anno successivo. Il contrassegno deve essere attaccato al parabrezza, i contrassegni non attaccati non sono validi. Il contrassegno è realizzato in modo tale che, una volta attaccato, sia impossibile rimuoverlo senza romperlo.
I veicoli pesanti sono tassati in base al chilometraggio su tutti i tipi di strade. Il costo è calcolato utilizzando il percorso più conveniente tra il punto di partenza e quello di arrivo.
Va notato che il contrassegno adesivo deve essere attaccato direttamente al parabrezza nella parte superiore sinistra o centrale, o inferiore sinistra. I contrassegni attaccati usando nastro adesivo, pellicole o altri sistemi non sono ammessi e vengono puniti secondo disposizione legale, così come quelli attaccati non nella parte superiore del parabrezza. Non si ha diritto al rimborso nel caso di contrassegni usati incorrettamente, strappati o perduti.

#### Colorazioni
La combinazione cromatica della vignetta autostradale varia annualmente. Il millesimo ha tendenzialmente una colorazione propria sul lato adesivo, che andrà a contatto con il parabrezza, mentre appare di colore bianco dall'interno dell'abitacolo: questa caratteristica permette di verificare immediatamente se il contrassegno è stato incollato correttamente.
I colori appaiono accesi e garantiscono un adeguato contrasto cromatico, per agevolare le autorità nelle operazioni di controllo.
|             |           |           |           |           | · 85 1985 | · 86 1986 | · 87 1987 | · 88 1988 | · 89 1989 |
| · 90 1990   | · 91 1991 | · 92 1992 | · 93 1993 | · 94 1994 | · 95 1995 | · 96 1996 | · 97 1997 | · 98 1998 | · 99 1999 |
| · 2000 2000 | · 01 2001 | · 02 2002 | · 03 2003 | · 04 2004 | · 05 2005 | · 06 2006 | · 07 2007 | · 08 2008 | · 09 2009 |
| · 10 2010   | · 11 2011 | · 12 2012 | · 13 2013 | · 14 2014 | · 15 2015 | · 16 2016 | · 17 2017 | · 18 2018 | · 19 2019 |
| · 20 2020   | · 21 2021 | · 22 2022 | · 23 2023 | · 24 2024 | · 25 2025 | N.D.      | N.D.      | N.D.      | N.D.      |

#### Punti vendita
In Svizzera, i contrassegni sono venduti negli uffici postali, nelle stazioni di servizio, nelle autofficine, negli uffici del Touring Club Svizzero (TCS) e negli uffici cantonali della circolazione stradale. Alle frontiere (a cominciare da quelle autostradali), sono venduti dagli uffici doganali.
Dal 2023, è stata approvata dal parlamento svizzero ed è in fase di attivazione, la possibilità di acquistare il contrassegno autostradale anche in forma elettronica abbinandolo alla targa del veicolo, in questo modo il bollino sarà trasferibile da un veicolo ad un altro cambiando semplicemente la targa.

#### Estero
Al di fuori della Svizzera il contrassegno può essere comprato presso varie associazioni automobilistiche. Nelle zone di confine, vengono venduti nelle stazioni di servizio autostradali, nei chioschi e nei tabaccai (Austria). È possibile anche ordinare il contrassegno via internet attraverso il sito Switzerland Travel Center o, in Germania, attraverso Deutsche Post; il contrassegno verrà recapitato a domicilio.

### Ungheria

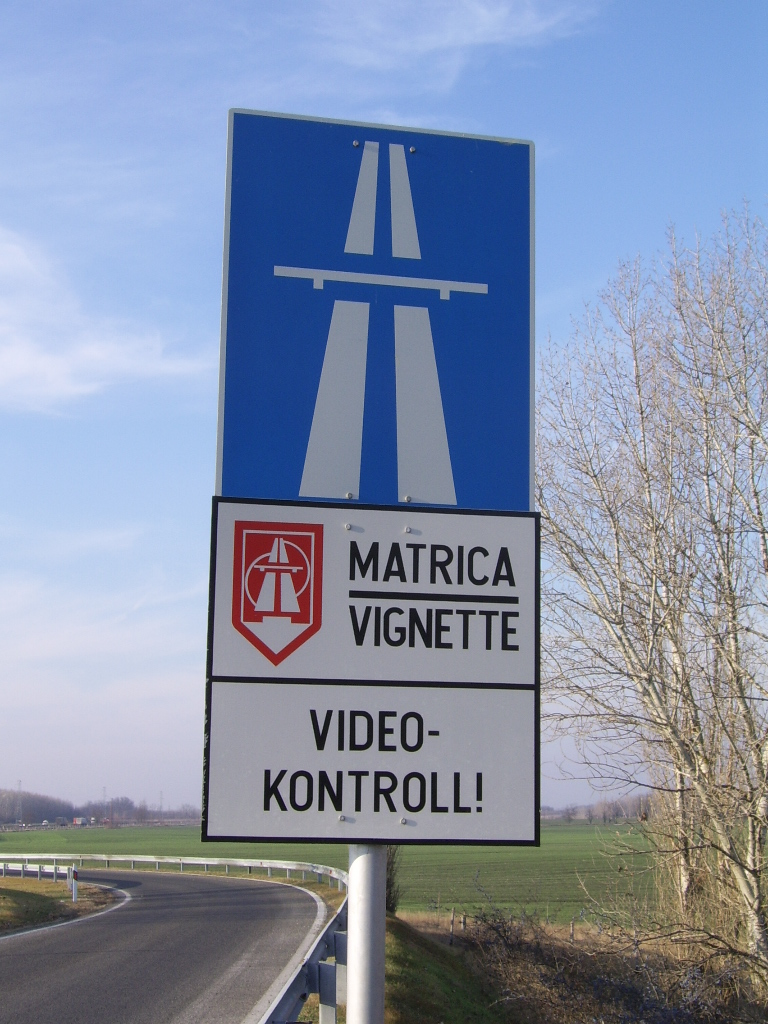
Segnale di inizio autostrada in Ungheria integrato da un pannello che ricorda l'obbligo della vignetta e segnala che il percorso è video controllato

Per le automobili sono disponibili bollini virtuali validi 1 giorno, 4 giorni, 10 giorni, 1 mese e 1 anno. Dal 1º gennaio 2008 non vengono più usati i bollini, ma l'avvenuto acquisto del diritto all'uso delle autostrade viene verificato mediante telecamere a bordo strada, che verificano il numero di targa del mezzo, che deve essere indicato dal conducente al momento dell'acquisto. All'acquisto si riceve solamente lo scontrino di ricevuta. I veicoli sono divisi in 4 categorie: D1, motociclette e veicoli fino a 3,5 tonnellate, rimorchi inclusi; D2, veicoli (con eventuali rimorchi) di peso compreso tra 3,5 e 7,5 tonnellate; D3, veicoli (con eventuali rimorchi) di peso compreso tra 7,5 e 12 tonnellate; D4, tutti gli altri veicoli. Le motociclette beneficiano di uno sconto del 50% sul tagliando da 4 giorni, gli autobus superiori a 7,5 tonnellate vengono tassati secondo una categoria inferiore a quella che corrisponde secondo il peso. I prezzi validi a aprile 2010 sono:
| Durata    | D1            | D2          | D3          | D4          |
| --------- | ------------- | ----------- | ----------- | ----------- |
| 1 giorno  | n.d.          | 2760 HUF    | 2760 HUF    | 2760 HUF    |
| 4 giorni  | 1170-1530 HUF | n.d.        | n.d.        | n.d.        |
| 10 giorni | 2550 HUF      | 6600 HUF    | 10 200 HUF  | 13 200 HUF  |
| 1 mese    | 4200 HUF      | 12 600 HUF  | 18 000 HUF  | 22 500 HUF  |
| 1 anno    | 37 200 HUF    | 106 500 HUF | 159 000 HUF | 198 000 HUF |